# Eristalinae
Eristalinae es una de las tres subfamilias de la familia de moscas Syrphidae. Una especie bien conocida de esta familia es la mosca zángano, Eristalis tenax. El nombre común se refiere a que imita a la abeja doméstica Apis mellifera, especialmente al macho.

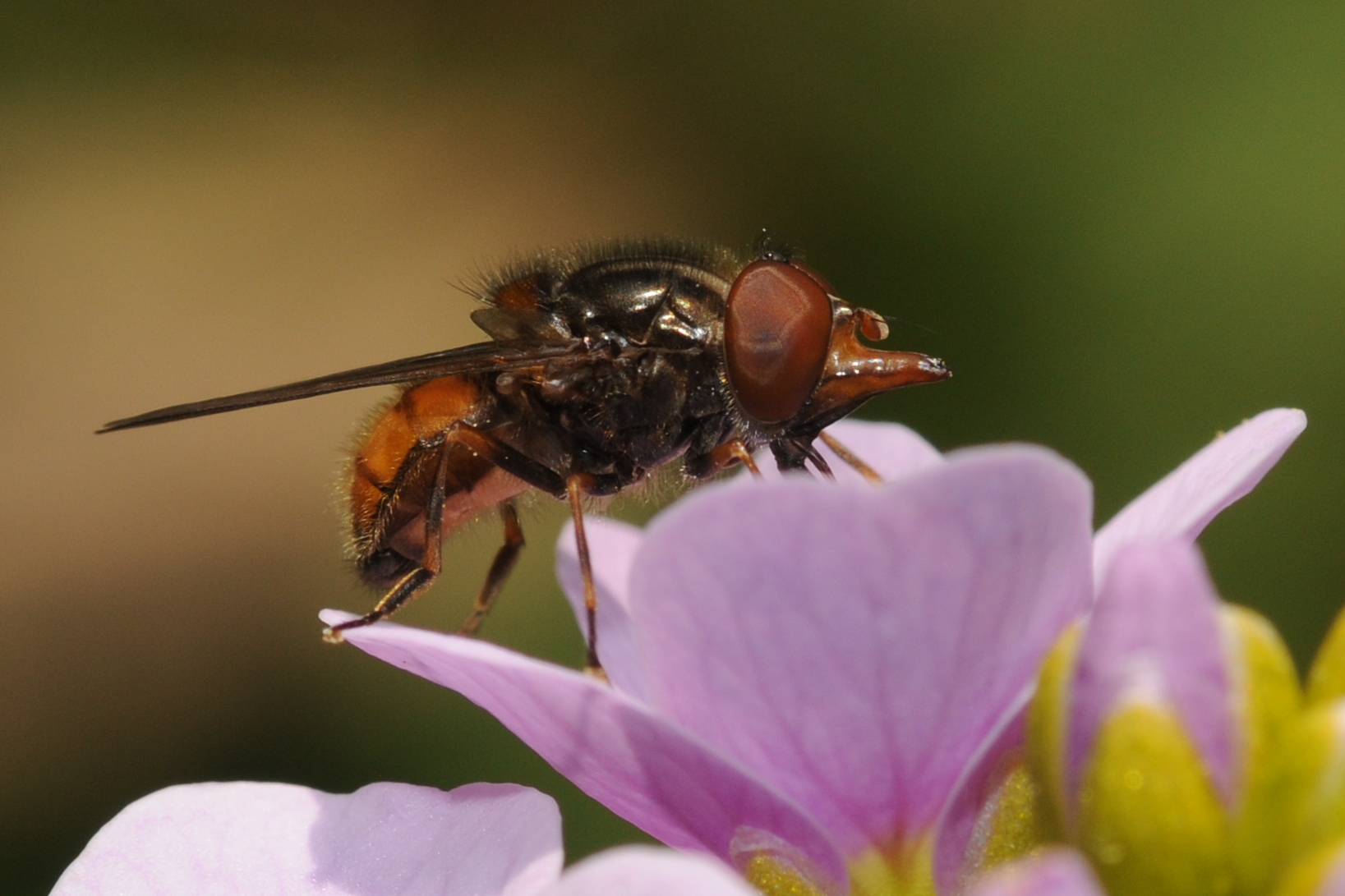
Rhingia sp.

La mayoría de las larvas se alimentan de materiales de desecho o bacterias en aguas estancadas o estiércol. Actúan como filtros purificadores del agua. Algunas se alimentan de bulbos y son consideradas pestes. Unas pocas se alimentan de pulgones o son parasitoides de abejas o avispas. Los adultos frecuentan las flores y se alimentan de néctar y pollen.

## Taxonomía

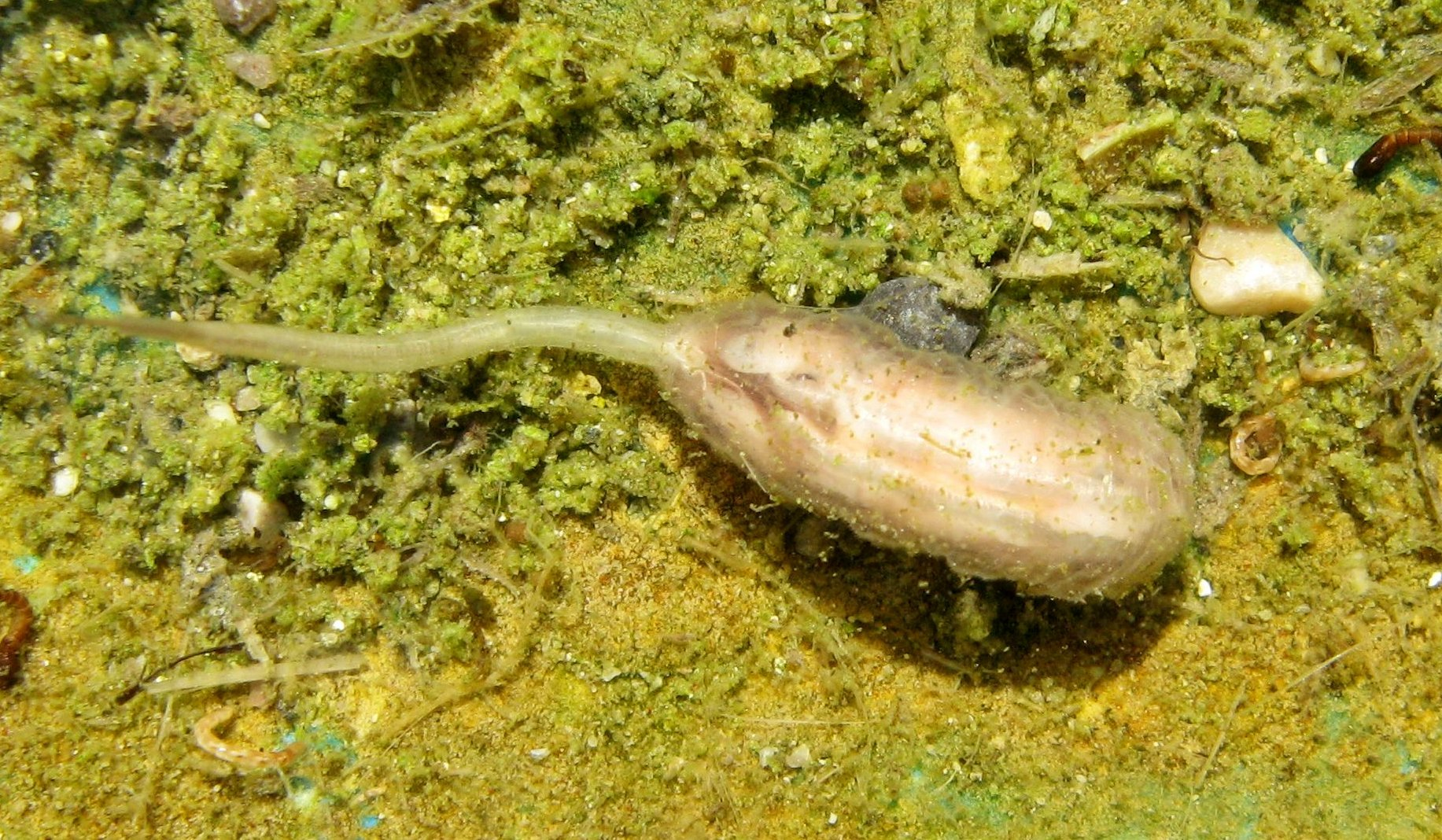
Larva "cola de rata"

Contiene las siguientes tribus:
- Brachyopini
- Calliceratini
- Cerioidini
- Eristalini
- Sericomyiini
- Eumerini
- Milesiini
- Pipizini
- Rhingiini
- Spheginobacchini
- Volucellini